# Ornithospila sundaensis
Ornithospila sundaensis là một loài bướm đêm trong họ Geometridae.